# Drzonów
Drzonów (niem. Schlesisch Drehnow, łuż. Drjenow) – wieś w Polsce, położona w województwie lubuskim, w powiecie zielonogórskim, w gminie Świdnica.
W latach 1975–1998 miejscowość należała administracyjnie do województwa zielonogórskiego.
Do roku 1945 wieś położona była w powiecie zielonogórskim, prowincji dolnośląskiej, w Rzeszy niemieckiej. Parafia ewangelicka w miejscu, należała do staropruskiego związku ewangelickiego dekanatu zielonogórskiego, w diecezji opolskiej.
W dniu 9 września 1945 wieś została zasiedlona przez Polaków z Małopolski Wschodniej (obecnie Ukraina), którzy w sierpniu 1945 musieli opuścić rodzinną wieś Rychcice w pow. drohobyckim.
We wsi znajduje się Lubuskie Muzeum Wojskowe z kolekcją ciężkiego sprzętu wojskowego oraz kolekcją lotniczą.

## Zabytki

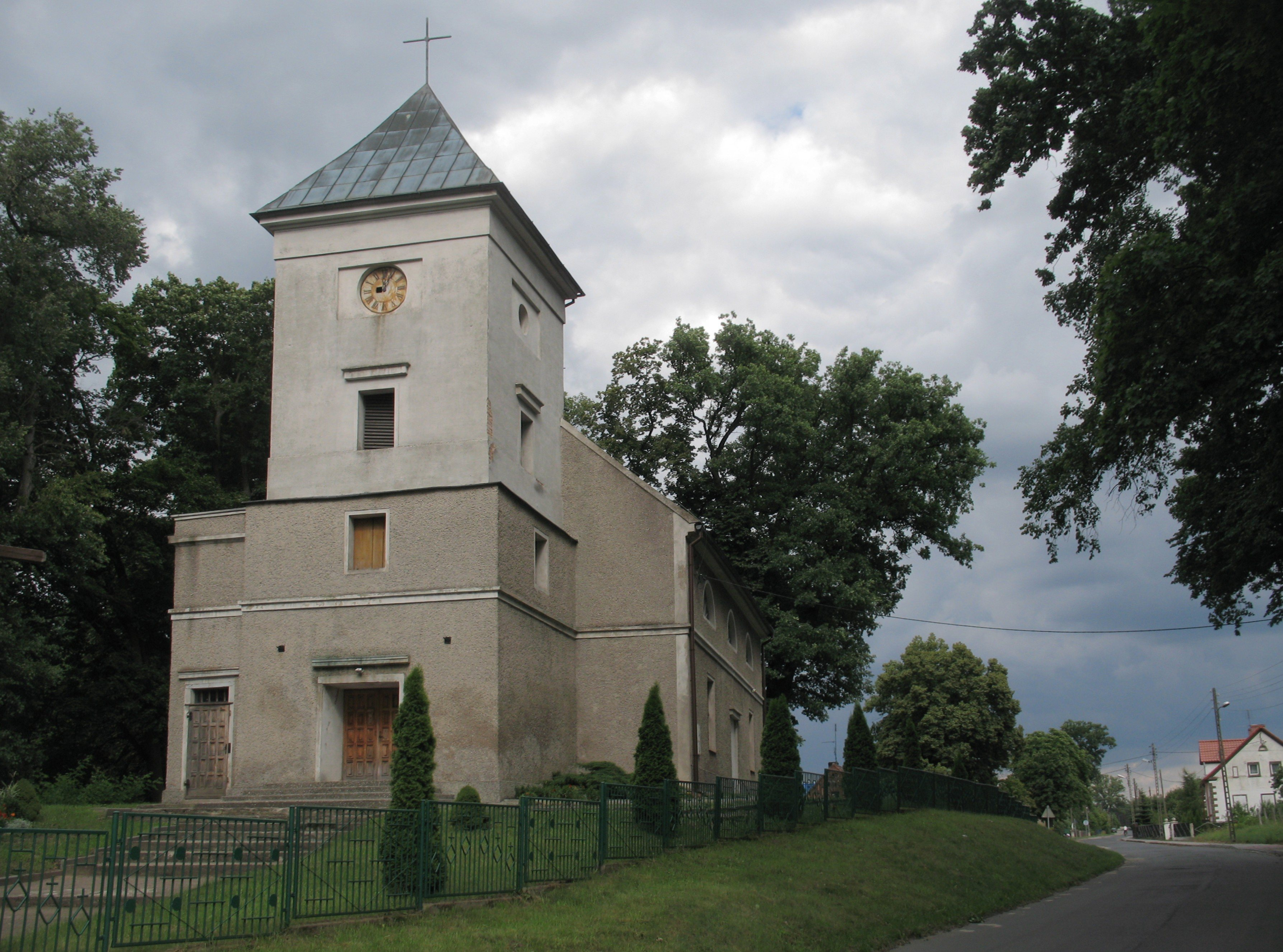
Kościół pw. św. Mikołaja

Do wojewódzkiego rejestru zabytków wpisane są:
- kościół ewangelicki, obecnie rzymskokatolicki filialny pod wezwaniem św. Mikołaja, klasycystyczny z połowy XIX wieku
- zespół pałacowy, z początku XIX wieku: 
  - pałac z XIX wieku
  - park.